# Ишчашење чашице
Ишчашење чашице или дислокација чашице уз руптуру предњег укрштеног лигамента најчешћа је повреда зглоба колена, која настаја након трауме која се десила приликом физичких и спортских активности као и због присутног дисбаланса између спољашњег вастуса (m. vastus lateralis) и унутрашњег вастуса (m. vastus medialis). Чешће је код жена због мањег спољашњег кондила у односу на унутрашњи кондил бутне кости. Ишчашење чашице може имати дугорочне последице у виду дуготрајне нестабилност зглоба, понављајуће дислокације, а у ређим случајевима и  због настанка остеоартритиса.

## Врсте ишчашења
У већини случајева, дислокација чашице је акутна повреда изазвана механичком силом. Ово се зове акутна дислокација чашице. То је релативно честа повреда, јер је за дислоцирање колена потребно мање силе него код неких других зглобова.  
Ретко се дислокација чашице може јавити у развоју, односно као урођена дислокација чашице (или трохлеарна дисплазија) . Када се чашице развије изван трохлеарног жлеба, она се не може вратити на своје место. Ови случајеви захтевају оперативно исправљање.
У односу на правац кретања чашице приликом њене дислокације описане су три врсте луксације:
- Спољашња дислокација, која је најчешћа.

- Унутрашња дислокација, друга по учесталости.

- Унутарзглобна дислокација која је веома ретка.

Ишчашења чашице се разликују не само по локализацији и правцу кретања чашице, већ и по броју и по учесталости јављања. 
Такође  ишчашење чашице може бити:
Трауматска дислокација је условљена траумом и/или пренапрегнутошћу латералне главе четвороглавог мишића, која је потпомогнута валгусом потколенице. Оваква дислокација не мења саму структуру меког ткива које се налази на задњој страни чашице. 
Рекурентно ишчашење, које се може појавити када се траума понови или промени мишићни дисбаланс. Код овог облика због веће могућности промене на меком ткиву стварају се услови за поновно ишчашење. 
Уобичајено ишчашење, које је веома комплексна појава настаје због више истовремених различитих покрета у зглобу колена.  
Неки пацијенти имају нестабилност чашице, због лабавости и нестабилности тетиве и лигаменти који држе чашицу колена у њеном анатомском положају. Ово може бити узроковано претходном повредом или другим постојећим анатомским стањем. Код таквих пацијената лакше и чешће ће се ишчашити нестабилно колено.  

### Делимично ишчашење чашице
Делимично ишчашење или сублуксација чашице  је таква врста оштећења код којег је кост нестабилна у зглобу колена или је чашица можда само мало скренула са свог места, али није искочила из свог лежишта до краја.  Сублуксација  чашице може бити последица повреде или опште лабавости зглоба ( нестабилност чашице). Свака екстремна активност или контактни спорт може изазвати сублуксацију чашице, па зато сублуксација исто као и ишчашење шашице погађају углавном младе и активне људе, посебно оне узраста од 10 до 20 година. Већина ових повреда се први пут дешава током спорта.
Код сублуксације чашица се и даље налази у жлебу, тако да пацијент још увек може да хода, али уз осећај непријатности или нестабилности, и повремено пуцкетање у колену док се креће.
Након  сублуксације чашице рецидиви су могући у око 33% случајева.

## Клиничка слика
Клинишку слику ишчањења чашице карактеришу:
- Чујно пуцање у колену.
- Извијање колена.
- Интензиван бол у колену.
- Изненадни оток колена.
- Модрице на колену.
- Блокада колена.
- Немогућност ходања.
- Чашица визуелно није на свом месту.

## Дијагноза
Дијагноза се поставља палпацијом колена, како би се опипало да чашица клизи унутар зглоба више него што би се иначе очекивало. Ипчашена чашица не може бити присутна а да колено није лабаво, али лабаво колено не мора нужно да клизи из зглоба. Чак и код исчашене чашице, симптоми као што је повремено храмање могу бити благи или одсутни. Екстремнији случајеви могу довести до озбиљног хромости. Остеоартритис се обично развија секундарно.
Радиолошким снимањем може се прецитно утврдити ишчашење чашице, на основу њеног положаја, и проверити да ли постоје повезане повреде, као што су поцепани лигаменти, повреде хрскавице или преломи. 

## Терапија
Хирургија
Ако постоји значајно оштећење кости или хрскавице и тетива колена, пацијенту се може препоручити операција за поправку. Операција се такође може препоручити ако пацијент има поновљене дислокације чашице или хроничну нестабилност чашице. Поправка и јачање хрскавице и лигамената је превентивна мера за рестабилизацију колена. Када је пателарна дислокација урођена, зглоб се може поправити само операцијом.
Рехабилитација
Нкон репозиције пацијент ће бити послан кући са лековима против болова и удлагом првих неколико дана. Периодично подизање и залеђивање зглоба може помоћи у смањењу отока. 
Након недељу да пацијент почиње  постепено да хода са штакама и стезником за држање зглоба на месту. 
Физикална терапија је веома важна за поновно јачање мишића уз ограничавање опсега покрета док се зглоб не стабилизује. Да би се се пацијент потпуно опорави од ишчашене пателе за то је потребно од шест недеља до три месеца.

## Превенција
Ишчашење чашицее је могуће спречити у почетној фази успостављањем баланса у мишићном систему коришћењем излоационих вежби у изометријском, а потом и у осталим режимима рада. Када се успостави међумишићна равнотежа, приступа се вежбама које имају за циљ стварање истих околности под којим се дешава само ишчашење, али у контролисаним условима. Такве вежбе захтевају валгус или варус позицију колена, максималну флексију након које се долази у потпуну екстензију. Поред наведених и вежбе промена правца под додатним оптерећењем или са наглашеним доскоком могу се користе у крајњој фази за превенцију ишчашења.